# Michael Fimognari
Michael Fimognari (né le 26 juin 1974  à Pittsburgh) est un directeur de la photographie et réalisateur américain de cinéma.

## Filmographie

### Comme directeur de la photographie

#### Cinéma

##### Longs métrages
- 2004 : American Love (Knots) de Greg Lombardo
- 2004 : Tommy Riley, un champion dans les cordes (Fighting Tommy Riley) d'Eddie O'Flaherty
- 2006 : Think Tank de Brian Petersen
- 2006 : Unrest de Jason Todd Ipson
- 2007 : Black Irish de Brad Gann
- 2007 : Everybody Wants to Be Italian de Jason Todd Ipson
- 2007 : The Neighbor d'Eddie O'Flaherty
- 2008 : Shuttle d'Edward Anderson
- 2008 : Yonkers Joe de Robert Celestino
- 2009 : Entre vous deux (Dare) d'Adam Salky
- 2010 : Au revoir Taipei (Yi ye Taibei) d'Arvin Chen
- 2010 : Brotherhood de Will Canon
- 2010 : Beautiful Boy de Shawn Ku
- 2010 : The Last Harbor de Paul Epstein
- 2011 : Leave de Robert Celestino
- 2011 : 96 Minutes de Aimee Lagos
- 2012 : The Millionaire Tour de Inon Shampanier
- 2012 : La mort en sursis (Tomorrow You're Gone) de David Jacobson
- 2013 : Crawlspace de Josh Stolberg
- 2013 : The Mirror (Oculus) de Mike Flanagan
- 2014 : 10 Cent Pistol de Michael C. Martin
- 2014 : Jessabelle de Kevin Greutert
- 2015 : Demonic de Will Canon
- 2015 : Lazarus Effect de David Gelb
- 2015 : Visions de Kevin Greutert
- 2016 : Manipulations (Misconduct) de Shintaro Shimosawa
- 2016 : The Master Cleanse de Bobby Miller
- 2016 : Ne t'endors pas (Before I Wake) de Mike Flanagan
- 2016 : Abattoir de Darren Lynn Bousman
- 2016 : Ouija : Les Origines (Ouija: Origin of Evil) de Mike Flanagan
- 2017 : Le Dernier Jour de ma vie (Before I Fall) de Ry Russo-Young
- 2017 : Jessie (Gerald's Game) de Mike Flanagan
- 2018 : Fast Color de Julia Hart
- 2018 : À tous les garçons que j'ai aimés (To All the Boys I've Loved Before) de Susan Johnson (en)
- 2019 : Doctor Sleep de Mike Flanagan

##### Courts métrages
- 2000 : The Day Before
- 2002 : Casablanca
- 2002 : Issaquena
- 2002 : American Gulag
- 2002 : Vacation
- 2002 : Sit and Spin
- 2002 : The Ultimate Documentary (documentaire)
- 2004 : Deux plus un
- 2004 : Restive Planet
- 2004 : The First Vampire: Don't Fall for the Devil's Illusions
- 2004 : Code
- 2005 : The 12 Dogs of Christmas
- 2008 : Elevator People Bring You Up When You're Feeling Down
- 2009 : Le chat est mort
- 2010 : The Locked Room
- 2011 : On Sunday Morning
- 2014 : Farewell My King

#### Télévision

##### Séries télévisées
- 2010 : Backwash
- 2013 : The Walking Dead: Webisodes (3 épisodes)
- 2018 : The Haunting of Hill House (10 épisodes)

##### Téléfilms
- 2016 : Untitled Paranormal Project de David Nutter
- 2017 : The Haunted de Loni Peristere

### Comme réalisateur
- 2020 : À tous les garçons : P.S. Je t'aime toujours (To All the Boys: P.S. I Still Love You)